# Прозори (ТВ филм)
„Прозори” (мкд. Прозорци) је југословенски и македонски телевизијски филм из 1969. године. Режирала га је Лидија Вељанова а сценарио је написао Мареј Шисгал.

## Улоге
| Глумац                 | Улога |
| ---------------------- | ----- |
| Никола Коле Ангеловски |       |
| Вукосава Донева        |       |
| Анче Џамбазова         |       |
| Мите Грозданов         |       |
| Драги Костовски        |       |